# Chris Johnson (koszykarz ur. 1990)
Christapher „Chris” Johnson (ur. 29 kwietnia 1990 w Columbus) – amerykański koszykarz występujący na pozycji rzucającego obrońcy oraz niskiego skrzydłowego, obecnie zawodnik BCM Gravelines Dunkerque Grand Littoral.
13 listopada 2017 został zawodnikiem francuskiego BCM Gravelines Dunkerque Grand Littoral.

## Osiągnięcia
Stan na 24 września 2017, na podstawie, o ile nie zaznaczono inaczej.
NCAA
- Uczestnik II rundy turnieju NCAA (2009)
- Mistrz turnieju NIT (2010)[3]
- MVP NIT (2010)[4]
- Największy Postęp Konferencji Atlantic 10 (2010)
- Zaliczony do:
  - I składu:
    - pierwszoroczniaków Atlantic 10 (2009)
    - turnieju Atlantic 10 (2011)

  - składu Honorable Mention Atlantic 10 (2011, 2012)

D-League
- Mistrz D-League (2013)
- Zaliczony do:
  - II składu:
    - debiutantów D-League (2013)
    - turnieju D-League Showcase (2015)

  - składu NBA D-League Showcase Honorable Mention (2013, 2014)
- Uczestnik meczu gwiazd D-League (2014)